# Krzymów (Groot-Polen)
Krzymów is een dorp in het Poolse woiwodschap Groot-Polen, in het district Koniński. De plaats maakt deel uit van de gemeente Krzymów en telt 524 os. inwoners.